# Pigor & Eichhorn

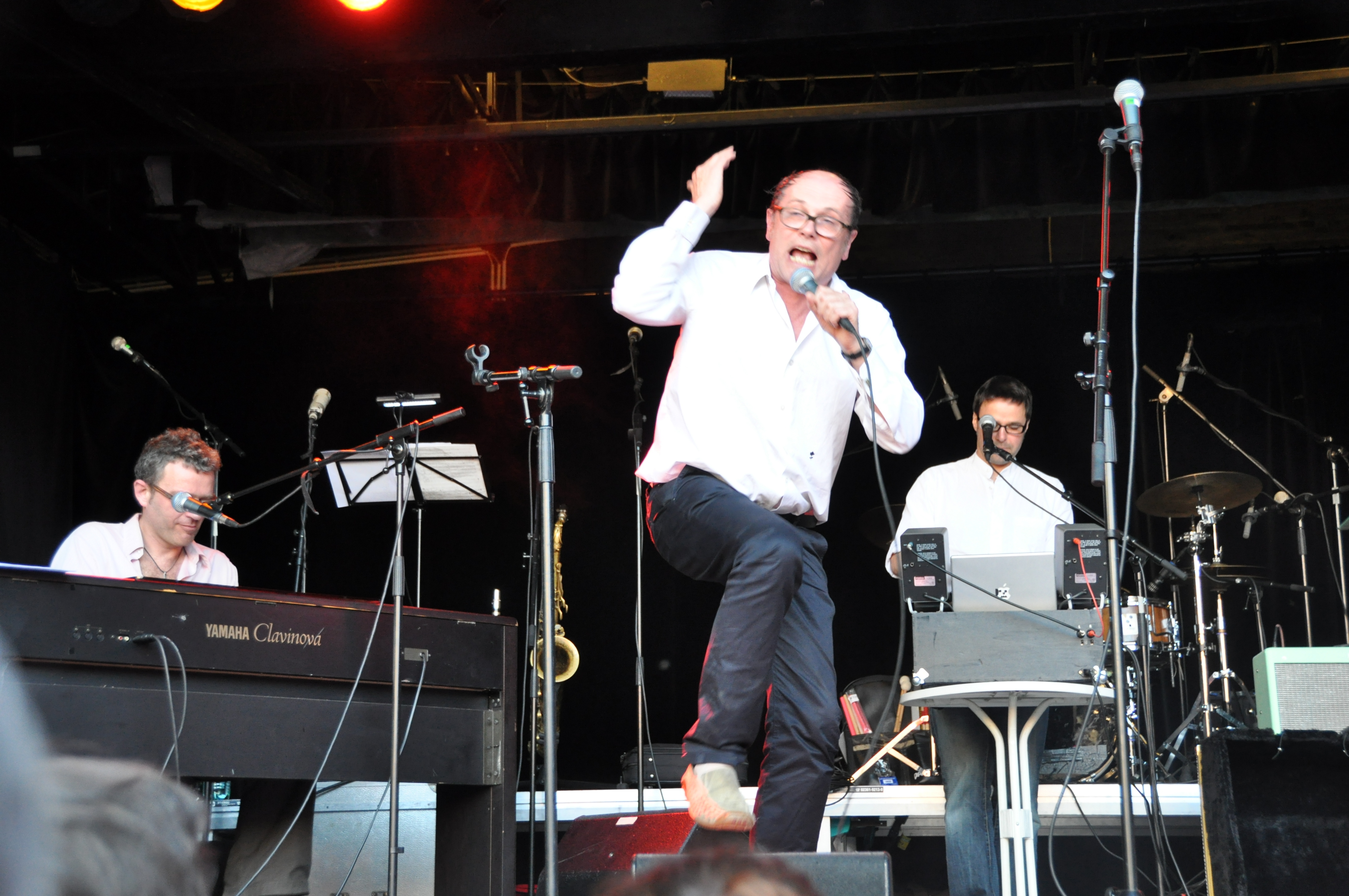
Thomas Pigor (Mitte) mit Benedikt Eichhorn (links) und Ulf Henrich (rechts): „Was willst du denn in Wien?“

Pigor & Eichhorn sind ein Berliner Kabarett- und Chanson-Duo mit Thomas Pigor und Benedikt Eichhorn seit 1995. Der vollständige Name lautet eigentlich „Pigor singt, Benedikt Eichhorn muss begleiten“.
Pigor & Eichhorn sind in Deutschland, Österreich und der Schweiz bekannt geworden durch ihren Salon-Hip-Hop: eine moderne Spielart des kabarettistischen Liedes, ein deutsches „Chanson à texte“, das aktuelle Musik mit satirischen Inhalten zusammenbringt. Zwischen den Songs liefern sich der Sänger und der Pianist einen unterhaltsamen, intelligenten Kleinkrieg, der den roten Faden des Programms darstellt.
Ihre Texte „weisen dem Großstadtsong des ausgehenden 20. Jahrhunderts den Weg“, wie es in der Begründung für den Deutschen Kleinkunstpreis heißt, den sie 1999 in der Sparte Chanson erhielten.

## Weitere Mitwirkende
Ab 2000 war für einige Jahre auf der Bühne auch noch „der Ulf“ Ulf Henrich dabei. Für eines der Programme  begleiteten vier weibliche Stimmen, genannt „die Pigoretten“, Maike von Bremen, Eva Thärichen (Schwester von Nicolai Thärichen), Anett Cierzynski und Alice Köfer. Im Programm Volumen 7 (2011) wirken Stefan Gocht (Posaune, Tuba) und Emanuel Hauptmann (Schlagzeug) mit. Im Programm Das Konzert wirken mit  Björn Werra (Bass), Jan Peter Eckelmann (Drums), und Jo Ambros (Gitarre).

## Bühnenprogramme
- 1995: Volumen 1
- 1997: Volumen 2
- 1999: Volumen 3
- 1999: Quartett (Co-Produktion mit Queen Bee)
- 2001: Pigor und die Pigoretten (Chanson Goes Go Go)
- 2004: Volumen 4
- 2007: Volumen 6
- 2010: Das Konzert (mit Rockband)
- 2011: Volumen 7
- 2013: Volumen 8
- 2017: Volumen 9
- 2021: Volumen X

Weiterhin existiert ein Chansonprogramm in französischer Sprache (Pigor chante, Benedikt Eichhorn doit l’accompagner, Volume F) sowie Programme mit Ansagen auf Englisch und Spanisch.

## Diskographie
- 1996: Im Club Existentialiste (Volumen 1)
- 1998: Volumen 2
- 1999: Der Beck
- 2000: Volumen 3
- 2002: Pigor und die Pigoretten (als Pigor und die Pigoretten und der Ulf)
- 2004: Volumen 4 (als Pigor singt, Benedikt Eichhorn muss begleiten und Ulf)
- 2007: Volumen 6 (als Pigor singt, Benedikt Eichhorn muss begleiten und der Ulf)
- 2011: Volumen 7
- 2013: Volumen 8
- 2018: Volumen 9 Live
- 2022: Volumen X

## Auszeichnungen
- 1996: St. Ingberter Pfanne
- 1997: Deutscher Kabarettpreis (Sonderpreis)
- 1998: Mindener Stichling
- 1999: Deutscher Kleinkunstpreis (Chanson)
- 2006: Sprungbrett (Förderpreis des Handelsblattes)
- 2006: Österreichischer Kabarettpreis
- 2010: Deutscher Chanson-Preis
- 2011: Leipziger Löwenzahn
- 2014: Fränkischer Kabarettpreis (Sonderpreis)
- 2015: Bayerischer Kabarettpreis (Musikpreis)
- 2018: Salzburger Stier[1]
- 2021: AZ-Stern des Jahres[2]